# 자궁외임신
자궁외임신(子宮外姙娠, 영어: ectopic pregnancy)은 자궁바깥 다른 곳에 수정란이 착상되어 임신되는 것을 말한다. 주로 나팔관에 일어나며 난소에도 일어난다. 나팔관이나 난소에 일어나는 경우가 거의 대부분을 차지한다. 이경우 10주 이전에 파열되어 태아도 반드시 사망하고 모체도 생명의 위협을 받게 되므로 착상된 배아를 제거하게 된다. 메토트렉세이트를 이용해 모체에 흡수시키기도 한다. 태아가 죽게되는 윤리적 문제를 해결하기 위해 자궁외임신된 배아를 자궁으로 이식시킨 사례가 전 세계에서 2건 존재한다. 다른 부위에 자궁외 임신이 되는 경우는 극히 드물지만 태아의 생존이 가능하다.

## 같이 보기
- 임신